# Гангура
Гангура (рум. Gangura) — село в Яловенском районе Молдавии. Является административным центром коммуны Гангура, включающей также сёла Александровка, Хомутяновка и Мисовка.

## История
Село Гангура было основано в 1485 году. Штефан чел Маре подарил земли вблизи реки Ботна пыркэлабу по фамилии Гангур за военные заслуги перед Молдавским княжеством, откуда и название села.
Согласно Энциклопедическому словарю Брокгауза и Ефрона (1890—1907):

Гангура — село Бессарабской губернии, Бендерского уезда, при реке Ботне, населённое царанами; 138 дворов, 253 жителя. В окрестностях встречается растение, неизвестное во флоре других мест России, — Doronicum hungaricum Rchb., распространённое в Венгрии, Трансильвании, Болгарии и Румынии.

## География
Село расположено на высоте 41 метров над уровнем моря.

## Население
По данным переписи населения 2004 года, в селе Гангура проживает 910 человек (441 мужчина, 469 женщин).
Этнический состав села:
| Национальность | Число жителей | Процентный состав |
| -------------- | ------------- | ----------------- |
| молдаване      | 780           | 85.71             |
| болгары        | 61            | 6.7               |
| румыны         | 35            | 3.85              |
| украинцы       | 22            | 2.42              |
| русские        | 12            | 1.32              |
| Всего          | 910           | 100%              |